# Swing (Computerspiel)
Swing ist ein Videospiel im Puzzle-Genre. Es wurde für PlayStation und PC veröffentlicht und in Deutschland von dem nun insolventen Unternehmen Software 2000 entwickelt.
In den USA wurde es unter dem Namen Marble Master veröffentlicht. Eine abgespeckte Version dieses Spiels wurde für den Game Boy Color veröffentlicht.
Das Ziel des Spiels ist es, Punkte zu sammeln, indem Bälle auf eine Anzahl an Waagen geworfen werden, um drei oder mehr gleichfarbige Bälle in einer Reihe zu platzieren. Die Schwierigkeit dabei ist, dass jeder Ball ein eigenes Gewicht hat, erkennbar an der Zahl, die vorne auf dem Ball aufgeschrieben ist. Je höher die Zahl, desto schwerer ist der Ball. Das heißt, wenn ein Ball geworfen wird und daraufhin eine Seite der Waage schwerer wird als die Summe der Gewichte der Bälle auf der anderen Seite, gerät die Waage in ein Ungleichgewicht, wodurch der Ball durch das ganze Spielfeld auf einen anderen Stapel katapultiert wird. Wenn zu viele Bälle auf einer Waage landen, d. h. bis über den oberen Rand hinausgehen, ist das Spiel verloren. Es gibt eine ganze Anzahl an speziellen Bällen: Zum Beispiel lässt eine Bombe Bälle in einem Radius von 3×3 explodieren und ein Joker ersetzt jeden Ball in jeder Farbe.
1999 wurde ein Nachfolger veröffentlicht: Swing Plus: Total Mind Control. Dieses Spiel wurde nie außerhalb Deutschlands veröffentlicht.
2008 wurde ein Remake in Java geschrieben, genannt XSwing Plus.
2015 wurde ein Remake für Android in Unity3D als Color-X-Plode veröffentlicht. Ein Jahr später wurde das Remake auch für iOS veröffentlicht.

## Rezeption
Im Vereinigten Königreich gab das Official UK PlayStation Magazine dem Spiel 6 von 10 Punkten. Ihrer Meinung nach war das Spiel nur noch eine zusätzliche Variante von Tetris. Die Schwierigkeit wurde als schwierig bis brutal eingestuft.